# Lejonet och musen
Lejonet och musen är en fabel av Aisopos.
Fabeln handlar om ett lejon som fångar en mus. Musen säger att han är alldeles för liten för att man ska bli mätt och om lejonet inte skulle äta honom så skulle han göra lejonet en gentjänst. Lejonet sa: Ja, varför inte. Sedan en dag blev lejonet fångat av några jägare. Lejonet ropade på hjälp och då kom musen och gnagde av repet.
Sensmoralen är i den här berättelsen att även små vänner kan vara de värdefullaste.